# Karl Roensch

Karl Roensch auf einer zeitgenössischen Aufnahme

Karl Roensch (* 18. April 1858 in Apolda; † 16. Juni 1921 in Bad Kissingen) war ein deutscher Fabrikbesitzer und Stadtverordnetenvorsteher (1896–1919). Er war u. a. Präsident der Handelskammer in Allenstein.

## Leben
Karl Roensch lebte seit 1885 in Allenstein. Hier hat er sich als Stadtverordnetenvorsteher zusammen mit Bürgermeister Oskar Belian und später mit Bürgermeister Georg Zülch beim Aufbau Allensteins von einem Landstädtchen zu einer Mittelstadt verdient gemacht.
Persönliche Verdienste erwarb sich Roensch beim Ausbau des Kanal- und Wassernetzes, Aufbau des Elektrizitätswerks und der elektrischen Straßenbahn. In seiner Amtszeit wurde Allenstein Schienenknotenpunkt, Sitz des Regierungsbezirks (ab 1905) und Garnisonsstadt. Seine Gesundheit zwang ihn, sein Amt 1919 niederzulegen. Während seiner Kur in Bad Kissingen erlag er einem Herzinfarkt.
Der Name „Karl Roensch“ ist eine der wenigen Spuren der deutschen Sprache, die sich noch heute in der Stadt Olsztyn zeigen. Der aufmerksame Betrachter findet die Aufschrift „Karl Roensch, Allenstein“ auf zahlreichen Deckeln der Kanalisation.